# Etofenprox
Etofenprox ist eine chemische Verbindung aus der Gruppe der Pyrethroid-Ether (Phenolether), welche 1987 von Mitsui Chemicals patentiert wurde.

## Gewinnung und Darstellung
Etofenprox kann durch eine mehrstufige Reaktion gewonnen werden. Zuerst reagieren 4-Ethoxybenzylcyanid und Iodmethan. Das Produkt reagiert weiter mit Schwefelsäure und Lithiumaluminiumhydrid. Das Zwischenprodukt reagiert mit 3-Phenoxybenzylbromid zu Etofenprox.

## Zulassung
Etofenprox darf in der EU seit Januar 2010 als Pflanzenschutzmittel-Wirkstoff für Verwendungen als Insektizid zugelassen werden.
Pflanzenschutzmittel-Produkte mit diesem Wirkstoff sind in einer Reihe von EU-Staaten, unter anderem in Deutschland und Österreich sowie der Schweiz zugelassen.